# Jingai-san no Yome
Jingai-san no Yome (人外さんの嫁 lit. La esposa de una criatura no humana?) es una serie de manga en formato yonkoma escrita por Yū Aikawa e ilustrada por Akiwo Yasaka. Ha sido serializada en la revista Zero-Sum Online de la editorial Ichijinsha desde el 17 de junio de 2016. Una adaptación a serie de anime producida por el estudio de animación Saetta y dirigida por Hisayoshi Hirasawa, comenzó a trasmitirse el 2 de octubre de 2018. El anime ha sido licenciado en Estados Unidos por Crunchyroll.

## Argumento
Tomari Hinowa es un estudiante de secundaria que ha vivido los dieciséis años de su vida de forma normal. Un día se entera de que ha sido elegido para convertirse en la esposa de una misteriosa criatura llamada Kanenogi. Este será el comienzo de su vida de recién casados.

## Personajes

### Humanos
Tomari Hinowa (日ノ輪 泊 Hinowa Tomari?)
Voz por: Daiki Yamashita
El protagonista principal, un estudiante de secundaria que se convierte en la esposa de Kanenogi, una misteriosa criatura de aspecto adorable. Se convirtió en la esposa de Kanenogi sin ninguna preparación, pero se esfuerza por cumplir sus deberes como tal.
Sora Hikurakawa (火鞍川 曽良 Hikurakawa Sora?)
Voz por: Kengo Kawanishi
Es un compañero de clases de Tomari. Se convirtió en la esposa de Fuwai medio año antes del matrimonio de Tomari y Kanenogi. Se alegró enormemente tras ser elegido por Fuwai, puesto que nunca antes había sido elegido por nadie.
Ichiya Mokusaibashi (木齋橋 壱屋 Mokusaibashi Ichiya?)
Voz por: Taku Yashiro
Otros de los compañeros de clases de Tomari y esposa de Tsukitsuka. Se enamoró a primera vista de Tsukitsuka y le insistió para que lo eligiera como su esposa.
Tetsukasa Tsuchikiyose (土清世 徹司 Tsuchikiyose Tetsukasa?)
Voz por: Yūsuke Shirai
Es el presidente del consejo estudiantil y esposa de Roku y Nana. Se esfuerza por ingresar a una buena universidad y convertirse en doctor.

### Criaturas
Kanenogi (カネノギ?)
Una criatura misteriosa que eligió a Tomari como su esposa. Se caracteriza por su pelaje suave y una impresionante altura de 2 metros. Se alimenta de cosas inusuales, tales como concreto y latas.
Fuwai (フワ井?)
Es el esposo de Hikurakawa, una criatura cuadrúpeda de color rosa redonda y pequeña. Puede maldecir a la gente provocando que se queden calvos.
Tsukitsuka (ツキツカ?)
Es el esposo de Mokusaibashi, una criatura invisible envuelta en vendajes. A pesar de afirmar que Mokusaibashi le da miedo, en realidad si lo ama.
Roku (六?) y Nana (七?)
Voz por: Satomi Arai
Son las esposas de Tsuchikiyose, un par de gemelas cíclopes. A pesar de ser gemelas, son tan unidas que incluso se les reconoce como un solo individuo en lugar de dos.

## Media

### Manga
Escrito por Yū Aikawa e ilustrado por Akiwo Yasaka, el manga comenzó su serialización el 17 de junio de 2016 en la revista Zero-Sum Online de la editorial Ichijinsha. Una serie spin-off titulada Jingai-san no Yome: Yoi-chō no Miko es publicada en la revista Monthly Comic Zero Sum desde marzo de 2018.

### Anime
Una adaptación a serie de anime fue anunciada en junio de 2018. La serie, dirigida por Hisayoshi Hirasawa y Takumi Shibata, y producida por el estudio Saetta, comenzó a emitirse el 2 de octubre de 2018 por Tokyo MX y otros canales. También cuenta con música compuesta por Kōhei Miyahara y dirección de sonido por Hisayoshi Hirasawa. El tema utilizado en la serie es Happy Life Spectacle interpretado por el grupo Hi!Superb. Ha sido licenciada para su transmisión en Estados Unidos por Crunchyroll.

#### Lista de episodios
| # | Título                                                                    | Estreno                 |
| - | ------------------------------------------------------------------------- | ----------------------- |
| 1 | «La esposa de una criatura no humana» «Jingai-san no Yome» (人外さんの嫁) | 2 de octubre de 2018    |
| 2 | «Nos hemos casado» «Nyūseki Shimashita» (入籍しました)                    | 9 de octubre de 2018    |
| 3 | «Estudiante y esposa» «Kurasumeito to Yome» (クラスメイトと嫁)            | 16 de octubre de 2018   |
| 4 | «Estudiante transferido y esposa» «Tenkōsei to Tome» (転校生と嫁)         | 23 de octubre de 2018   |
| 5 | «Días de decadencia» «Oboreru Hibi» (溺れる日々)                          | 30 de octubre de 2018   |
| 6 | «Intercambio de anillos» «Yubiwa no Kōkan» (指輪の交換)                   | 6 de noviembre de 2018  |
| 7 | «Primer festival de verano» «Hajimete no Natsuyasumi» (初めての夏休み)    | 13 de noviembre de 2018 |